# Guibourtia demeusei
La bubinga (Guibourtia demeusei (Harms) J.Léonard, 1949) è una pianta della famiglia delle Fabacee originaria del centro Africa.
Il suo legno assume una colorazione rossastra e i tronchi hanno notevoli dimensioni.
È solitamente usata per la costruzione di mobili e strumenti musicali.